# CrunchBang Linux
A CrunchBang Linux (vagy röviden #!) egy Debian GNU/Linux alapú Linux-disztribúció volt, melynek fő jellemzői az alacsony hardverigény és a jó konfigurálhatóság. Egy alap Debian-telepítéssel közel 100%-ban kompatibilis, tehát egyes speciális felhasználói szkripteken kívül nem tartalmaz olyan komponenseket, melyek a Debian tárolóiból nem érhetők el. Mégis, az összeválogatott programok szokatlan, minden más Linux-terjesztéstől eltérő összessége és egyes, máshol megszokott automatizmusok hiánya miatt meglehetősen egyedi operációs rendszer. Népszerű rendszer volt.

## Név
A CrunchBang elnevezés a shell-szkriptek bevezető két karakterének (#!) hagyományos Unix-körökben elterjedt angol nyelvű kiolvasására (crunch + bang) utal. Ez egyben azt is jelzi, hogy a disztribúció megjelenését nagyban köszönheti azoknak a speciális szkripteknek és kézzel szerkeszthető konfigurációs fájloknak, melyek az alap Debiantól megkülönböztetik.

## Jellemzők
A terjesztés alapértelmezett ablakkezelője a „pehelysúlyú” Openbox, de lehetőség van az Xfce asztali környezet telepítésére is. Az alapértelmezett alkalmazások egy része GTK+ alapú (ez a toolkit az Xfce-nek már része), de a többi program is úgy van összeválogatva, hogy lehetőleg ne kelljen egyéb, nagyméretű toolkiteket telepíteni. A CrunchBang Linux fejlesztői törekednek arra, hogy a rendszer ne tartalmazzon redundáns szoftverelemeket, tehát (alapesetben) pl. egyetlen böngésző és egyetlen médialejátszó érhető el. (Természetesen a felhasználók bármikor telepíthetnek egyéb szoftvereket.)
Egy másik fontos tulajdonság a testreszabhatóság: a kinézet minden apró eleme megváltoztatható a beállítófájlok segítségével, de a rendszer automatikusan nem végez el semmit a felhasználók helyett. Egy új program telepítése után pl. külön hozzá kell adnunk azt az indítómenühöz. Automatikus értesítést az elérhető biztonsági frissítésekről csak akkor kapunk, ha megírjuk (vagy letöltjük) hozzá a megfelelő Conky-szkriptet. (A Conky rendszerfigyelő ötletes, intuitív és széles körű használata a CrunchBang felhasználók egyik megkülönböztető jellegzetessége.) A rendszer első telepítése után egy ún. post-install szkript fut le (terminálablakban), mely interaktív módon végigkérdezi a felhasználót egyes, kevésbé megszokott kiegészítések telepítéséről. A válaszok megadása után letölti és telepíti azokat.
Az MP3 formátumú fájlok és a DVD-lemezek lejátszásának képessége az alapértelmezett telepítés része, sőt az Adobe Flash Player is integrálva van. Az alapértelmezett irodai alkalmazáscsomag a GNOME Office, azonban a post-install szkript vagy az Openbox (ill. Xfce) megfelelő menüjének segítségével az OpenOffice szoftvercsomag is egyszerűen telepíthető. A speciális CrunchBang-fejlesztések kizárólag angol nyelven érhetők el, azonban a Debian által szállított programok nagy részének magyar fordítása is létezik.
A CrunchBang Linux internetes felhasználói fóruma egy barátságos, segítőkész közösség; az egyéb Linux-fórumokon megszokott flame-háborúk szinte egyáltalán nem jellemzők.

## Fejlesztés
A vezető fejlesztő, a CrunchBang Linux név tulajdonosa és a honlap üzemeltetője az angliai Lincolnban élő Philip Newborough (internetes becenevén corenominal). Felesége, Becky Newborough a Crunchbang Forums üzemeltetésében vesz részt (bobobex néven).
A CrunchBang Linux kiadásainak verziószáma egymást követő egész számok sorozata. A jelenlegi stabil verzió a 10-es, a következő pedig a 11-es számot viseli. Kiadási ütemterv nincs. Minden kiadás kap egy speciális kódnevet, mely a Muppet Show valamely karakterének neve. A kódnév első betűje utal arra a Debian kiadásra, amelyből a CrunchBang adott verziója származik. (A Statler első betűje így a Squeeze első betűjének felel meg. A 11-es kiadás kódneve Waldorf lesz, mely a Debian Wheezy alapján készül.)

## Alapértelmezett programok
Egy alap (GNOME-os) Debian vagy Ubuntu rendszertől eltérően a CrunchBang Linux az alábbi felhasználói szoftvereket tartalmazza:
- Tint2 panel a GNOME-panel helyett;
- Thunar fájlkezelő a Nautilus helyett;
- AbiWord és egyéb GNOME Office komponensek (az OpenOffice vagy a LibreOffice egyszerűen telepíthető);
- VLC médialejátszó hangfájlok és videók lejátszására;
- Az alapértelmezett terminál-emulator a Terminator;
- Az alapértelmezett böngésző jelenleg a Chromium (a Google Chrome 100%-osan közösségi fejlesztésű változata). A CrunchBang Statler alfa verziói még az Iceweasel böngészőt tartalmazták;
- A CrunchBang Linux természetesen egyedi GTK-témákat, ikonokat és háttérképeket használ. Ezek összességére épül rá a corenominal és a CrunchBang közösség egyéb tagjai által írt szkriptek gyűjteménye. A CrunchBang-specifikus csomagoknak saját tárolójuk van.

## Fejlesztés leállítása
2015 február 6-án Newborough bejelentette, hogy a Crunchbang Linux fejlesztését befejezi.